# Huerquehue (Panguipulli)
Huerquehue es un caserío de la comuna de Panguipulli. Se encuentra al oeste de la ciudad de Panguipulli en la Provincia de Valdivia, en Chile. 
Aquí se encuentra la Escuela Particular Pelehue.

## Hidrología
Huerquehue se encuentra en las nacientes del estero Papal, tributario del río Miñaquereo.

## Accesibilidad y transporte
Huerquehue se encuentra a 8,9 km del Pirehueico a través de la Ruta 203.